# Carolina Coronado

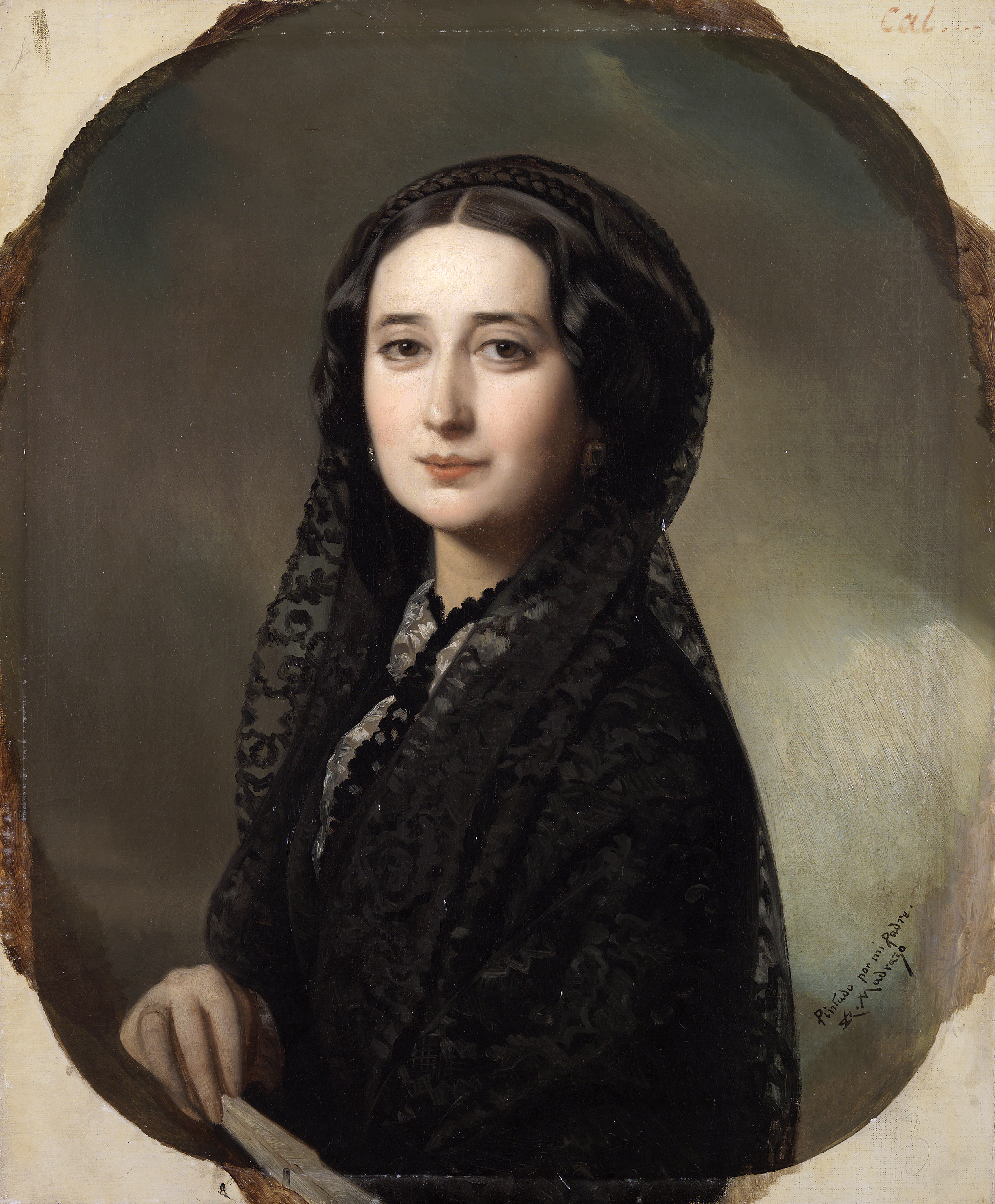
Carolina Coronado

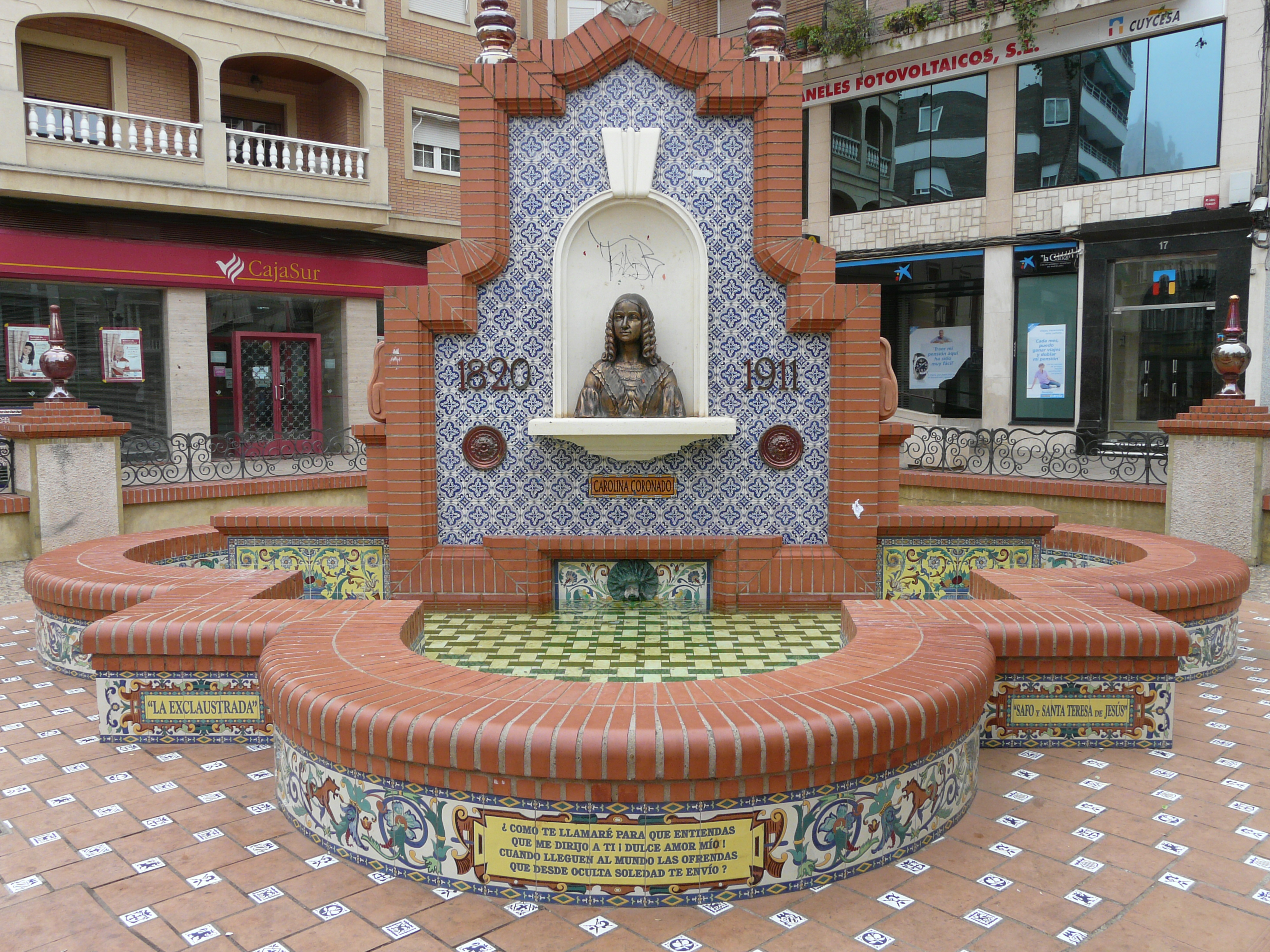
Monument voor Carolina Coronado in haar geboorteplaats Almendralejo (Spanje)

Victoria Carolina Coronado y Romero de Tejada (Almendralejo, 12 december 1820-Lissabon, 15 januari 1911) was een Spaanse schrijfster en feminist. 

## Werken
- Alfonso IV de León
- El divino Figueroa
- La exclaustrada
- Un alcalde de monterilla
- Luz
- El bonete de San Ramón
- Poesías (1843)
- El cuadro de la Esperanza (1846)
- Paquita. La luz del Tajo. Adoración (1850)
- Jarilla (1851)
- Páginas de un diario. Adoración (1851)
- El siglo de las Reynas (1852)
- Poesías de la señorita doña Carolina Coronado (1852)
- La Sigea (1854)
- ¡No hay nada más triste que el último adiós! (1859)
- España y Napoleón (1861)
- La rueda de la Desgracia. Manuscrito de un Conde (1873)
- A un poeta del porvenir (1874)
- Vanidad de vanidades (1875)
- Anales del Tajo. Lisboa. Descripción en prosa (1875)
- Jarilla (1878)
- La rueda de la desgracia. Manuscrito de un conde (1878)

- Bibsys: 10072183
- Biblioteca Nacional de España: XX908054
- Bibliothèque nationale de France: cb12923638g (data)
- Catàleg d'autoritats de noms i títols de Catalunya: 981058511942306706
- Gemeinsame Normdatei: 119297051
- International Standard Name Identifier: 0000 0001 1589 3372
- Library of Congress Control Number: n89645562
- Nederlandse Thesaurus van Auteursnamen: 108492257
- Réseau des bibliothèques de Suisse occidentale: 02-A003136413
- SNAC: w6fx8hzz
- Système universitaire de documentation: 056767412
- Virtual International Authority File: 5738205
- WorldCat: E39PBJxRwkvBbFR6f6qv3MVDMP